# Shahrestān di Paveh
Lo shahrestān di Paveh (farsi شهرستان پاوه) è uno dei 14 shahrestān della provincia di Kermanshah, il capoluogo è Paveh. Lo shahrestān è suddiviso in 3 circoscrizioni (bakhsh):
- Centrale (بخش مرکزی)
- Bayengan (بخش باینگان)
- Nowsud (بخش نوسود), con le città di Nowdeshah e Nowsud.